# Муфтизаде, Мухаммед-эфенди
Мухаммед-эфенди Муфтизаде (азерб. Məhəmməd Əfəndi Müftizadə) — третий муфтий мусульман Кавказа с 1847 по 1880 годы, сын предыдущего муфтия Османа-эфенди Велизаде.
Занял место своего отца, став 3-м председателем Управления мусульман Кавказа. В 1867—1868 годах он отправился в Шемаху и встретил там Сеида Азима Ширвани
С 1847 года и до конца своей жизни, до 1880 года, Мухаммед-эфенди Муфтизаде служил муфтием мусульман-суннитов Кавказа в Тбилиси.
Его сменил Абдулхамид Эфендизаде.